# La Belle et le Champion
Pour plus de détails, voir Fiche technique et Distribution.
La Belle et le Champion est un court métrage en noir et blanc réalisé par Max Pécas, sorti en 1962.

## Synopsis
Le champion est joué par le boxeur Gracieux Lamperti...

## Fiche technique
- Réalisation : Max Pécas
- Photographie : Jacques Mercanton
- Musique : Georges Garvarentz
- Durée : 25 minutes
- Format : 35 mm

## Distribution
- Gracieux Lamperti : le champion
- J. Rossela[2] : la belle